# Sveti Petar (Ogulin)
Sveti Petar je naselje u Republici Hrvatskoj, u sastavu Grada Ogulina, Karlovačka županija.
Prigradsko mjesto sa srednjovjekovnom kapelom, sada kapela Sv.Petar na groblju. Željeznička pruga i državna cesta presjecaju ga na južni dio gdje je „vojarna Sv.Petar“ i sjeverni. 
Danas mu pripadaju zaseoci Kirasići i Obrov, u 19.stoljeću to su bili i Puškarići na desnoj obali Dobre.

## Stanovništvo
Po popisu stanovništva iz 2001. godine, naselje je imalo 633 stanovnika te 208 obiteljskih kućanstava.
| broj stanovnika | 501   | 622   | 656   | 466   | 482   | 477   | 446   | 485   | 533   | 548   | 621   | 630   |       |       | 633   | 651   | 613   |
|                 | 1857. | 1869. | 1880. | 1890. | 1900. | 1910. | 1921. | 1931. | 1948. | 1953. | 1961. | 1971. | 1981. | 1991. | 2001. | 2011. | 2021. |